# Luperina taurica
Luperina taurica là một loài bướm đêm trong họ Noctuidae.